# ان‌اس اند آی
ان‌اس اند آی (انگلیسی: National Savings and Investments) شرکت خدمات مالی بریتانیایی است، که در سال ۱۸۶۱ تأسیس شد.